# Мелигени, Фернандо
Фернандо Ариэль Мелигени (исп. Fernando Ariel Meligeni, по прозвищу Фининью, порт. Fininho; род. 12 апреля 1971, Буэнос-Айрес, Аргентина) — бразильский профессиональный теннисист, аргентинского происхождения. Победитель десяти турниров АТР в одиночном и парном разряде, чемпион Панамериканских игр 2003 года в одиночном разряде.

## Игровая карьера

### Начало карьеры
Фернандо, сын профессионального фотографа Освальдо Мелигени, родился в Буэнос-Айресе, но уже в детстве переехал с родителями в Бразилию. Вначале мальчик, которого прозвали Фининью (Худышка), занимался футболом, но затем на него обратил внимание тренер его сестры Паулы, занимавшейся теннисом. Фернандо тренировался в Бразилии и Аргентине и в последний год участия в соревнованиях юниоров выиграл чемпионат Южной Америки и Orange Bowl — престижный юношеский турнир в США — и окончил год на третьем месте в юношеском рейтинге. После этого он вернулся в Бразилию и принял бразильское гражданство.
С 1991 года Мелигени начал регулярно выступать в профессиональных турнирах. В сентябре следующего года он дважды побывал в финалах южноамериканских турниров класса ATP Challenger в парном разряде. В апреле 1993 года он завоевал свой первый профессиональный титул, выиграв «челленджер» в Сан-Паулу в одиночном разряде, а менее чем через два месяца, занимая 167-е место в рейтинге, дошёл до четвёртого круга на Открытом чемпионате Франции, где проиграл будущему чемпиону Серхи Бругере. До конца сезона он выиграл ещё два «челленджера» в Бразилии, вошёл в сотню сильнейших игроков мира и был приглашён в сборную Бразилии в Кубке Дэвиса на матч с бельгийцами, однако в обеих своих играх уступил.

### Пик карьеры
В феврале 1995 года в Мехико Мелигени вышел в свой первый финал турнира АТР. Во втором круге Открытого чемпионата Франции он нанёс поражение 16-й ракетке мира, олимпийскому чемпиону Барселоны Марку Россе, а в июле в Бостаде (Швеция) завоевал свой первый титул в турнирах АТР, вполную приблизившись к Top-50 в рейтинге. На следующий год он выиграл в мае свой второй турнир АТР в одиночном разряде, победив в финале Чемпионата США на грунтовых кортах бывшую первую ракетку мира Матса Виландера (последний финал турнира ATP в карьере 31-летнего Виландера). Летом на Олимпиаде в Атланте, где он был включён в турнирную сетку в последний момент, Мелигени дошёл до полуфинала после победы во втором круге над посеянным шестым Альбертом Костой. В полуфинале он проиграл Серхи Бругере, а в матче за третье место — Леандеру Паесу из Индии. В ноябре он выиграл в паре с Густаво Куэртеном турнир АТР в Чили. Со сборной Бразилии он пробился в конце года в Мировую группу Кубка Дэвиса, сыграв важную роль в победах над соперниками из Чили и Венесуэлы.
В 1997 году Мелигени выиграл за сезон четыре турнира АТР в парном разряде, три из них с Куэртеном и один — с аргентинцем Луисом Лобо. Среди побеждённых пар были и россияне Евгений Кафельников и Андрей Ольховский — на тот момент один из сильнейших тандемов в мире. Эти успехи позволили Мелигени к началу ноября подняться в рейтинге игроков в парном разряде со 176-го места до 34-го. В одиночном разряде на турнире в Атланте он одержал свою первую победу над соперником из первой десятки рейтинга, обыграв вторую ракетку мира Майкла Чанга. Других крупных успехов в одиночном разряде, однако, у него в этом году не было и он закончил сезон на 67-м месте в рейтинге. На следующий год в Праге он выиграл свой третий турнир АТР в одиночном разряде, обыграв в том числе Евгения Кафельникова, к тому моменту занимавшего в рейтинге шестую строчку. В Гштаде (Швейцария) он победил Кафельникова во второй раз за сезон, но уже в следующем круге уступил бельгийцу Филипу Девулфу, в рейтинге занимавшему место недалеко от середины первой сотни. В парном разряде он дошёл с Куэртеном до четвертьфинала Открытого чемпионата Франции, а сразу после этого победил в Гштаде, но до прошлогоднего уровня в рейтинге уже не поднялся.
В марте 1999 года в Касабланке Мелигени завоевал свой седьмой титул АТР в парном разряде, на этот раз с другим бразильцем — Жайми Онсинсом. На протяжении остальной части сезона его успехи в парном разряде были скромными, но в одиночном он сначала победил в Монте-Карло седьмую ракетку мира Тима Хенмена, затем в Риме — вторую ракетку мира Пита Сампраса и, наконец, на Открытом чемпионате Франции дошёл до полуфинала после побед ещё над двумя соперниками из первой десятки рейтинга (Патриком Рафтером и Алексом Корретхой) перед тем, как уступить Андрею Медведеву, находившемуся в рейтинге лишь на сотом месте. В августе Мелигени одержал пятую за сезон победу над соперником из первой десятки — теперь над восьмой ракеткой мира Карлосом Мойей — и в октябре поднялся в рейтинге на 25-ю строчку, высшую в карьере.

### Последние годы карьеры
В 2000 году Мелигени стал одним из ключевых факторов в выходе сборной Бразилии в полуфинал Кубка Дэвиса. Вначале в матче со сборной Франции он обыграл Седрика Пьолина, а потом в матче со словаками принёс команде победное очко в пятой игре против Кароля Кучеры. На индивидуальном уровне он, хотя и не добиваясь значительных успехов (лучшими его результатами были четвертьфинал турнира АТР в Бухаресте и выигрыш челленджера в Мексике), сумел закончить восьмой подряд сезон в числе ста лучших теннисистов мира.
Также в числе ста сильнейших Мелигени заканчивал и два следующих года, на протяжении которых он по одному выходил в финал турниров АТР. Сначала он показал этот результат у себя в Бразилии, где был посеян пятым, но до самого финала так и не встретился ни с кем из соперников, посеянных выше него, а затем на турнире ATP Gold в Акапулько. Успех в Акапулько, а затем выход в четвертьфинал на турнире АТР в Вашингтоне после победы над девятым теннисистом мира Энди Роддиком позволили ему в последний раз за карьеру приблизиться к Top-50 одиночного рейтинга, но преодолеть этот рубеж он уже не смог. В сентябре он в последний раз выступил за сборную в Кубке Дэвиса и принёс ей два очка в матче с канадцами за право ещё на год остаться в Мировой группе. В апреле 2003 года он провёл свои последние матчи в индивидуальных профессиональных турнирах. Уже после окончания профессиональной карьеры, в августе 2003 года, он выступил за Бразилию в теннисном турнире Панамериканских игр в Санто-Доминго и завоевал чемпионское звание в одиночном разряде, в финале победив знаменитого чилийца Марсело Риоса. Эта победа поначалу заставила его объявить о возвращении в профессиональный теннис, но в АТР-туре он больше так и не сыграл. В конце десятилетия он вновь появился на корте уже в турнирах профессионалов-ветеранов в возрасте старше 30 лет (так называемый Тур Чемпионов).

## Участие в финалах турниров АТР за карьеру (13)
| Легенда                                |
| -------------------------------------- |
| Большой шлем (0)                       |
| Чемпионат мира АТР / Кубок Мастерс (0) |
| Mercedes Benz Super 9 (0)              |
| ATP Championship Series / ATP Gold (2) |
| ATP World / ATP International (11)     |

### Одиночный разряд (6)

#### Победы (3)
| №  | Дата        | Турнир                            | Покрытие | Соперник в финале | Счёт в финале |
| -- | ----------- | --------------------------------- | -------- | ----------------- | ------------- |
| 1. | 10 июл 1995 | Открытый чемпионат Швеции, Бостад | Грунт    | Кристиан Рууд     | 6-4, 6-4      |
| 2. | 6 мая 1996  | Пайнхерст, Северная Каролина, США | Грунт    | Матс Виландер     | 6-4, 6-2      |
| 3. | 27 апр 1998 | Открытый чемпионат Чехии, Прага   | Грунт    | Слава Доседел     | 6-1, 6-4      |

#### Поражения (3)
| №  | Дата        | Турнир                                       | Покрытие | Соперник в финале | Счёт в финале  |
| -- | ----------- | -------------------------------------------- | -------- | ----------------- | -------------- |
| 1. | 27 фев 1995 | Мехико, Мексика                              | Грунт    | Томас Мустер      | 6-74, 5-7      |
| 2. | 10 сен 2001 | Открытый чемпионат Бразилии, Коста-ду-Сауипе | Хард     | Ян Вацек          | 6-2, 6-72, 3-6 |
| 3. | 25 фев 2002 | Акапулько, Мексика (2)                       | Грунт    | Карлос Мойя       | 6-74, 6-74     |

### Парный разряд (7)

#### Победы (7)
| №  | Дата        | Турнир              | Покрытие | Партнёр         | Соперники в финале                  | Счёт в финале |
| -- | ----------- | ------------------- | -------- | --------------- | ----------------------------------- | ------------- |
| 1. | 10 ноя 1996 | Сантьяго, Чили      | Грунт    | Густаво Куэртен | Дину Пескариу Альберт Портас        | 6-4, 6-2      |
| 2. | 7 апр 1997  | Оэйраш, Португалия  | Грунт    | Густаво Куэртен | Андреа Гауденци Филиппо Мессори     | 6-2, 6-2      |
| 3. | 9 июн 1997  | Болонья, Италия     | Грунт    | Густаво Куэртен | Дейв Рэндолл Джек Уэйт              | 6-2, 7-5      |
| 4. | 14 июл 1997 | Штутгарт, Германия  | Грунт    | Густаво Куэртен | Дональд Джонсон Франсиско Монтана   | 6-4, 6-4      |
| 5. | 27 окт 1997 | Богота, Колумбия    | Грунт    | Луис Лобо       | Карим Алами Морис Руа               | 6-1, 6-3      |
| 6. | 6 июля 1998 | Гштад, Швейцария    | Грунт    | Густаво Куэртен | Даниэль Орсанич Цирил Сук           | 6-4, 7-5      |
| 7. | 22 мар 1999 | Касабланка, Марокко | Грунт    | Жайми Онсинс    | Массимо Ардинги Винченцо Сантопадре | 6-2, 6-3      |